# Rugby à XV aux Jeux olympiques d'été de 1924
Navigation
Anvers 1920 Rio de Janeiro 2016 (rugby à sept)
Le rugby à XV apparaît pour la quatrième fois au programme lors des Jeux olympiques d'été de 1924 de Paris. Trois équipes sont en lice, les États-Unis (champions olympiques en titre), la France et la Roumanie.
Les trois équipes s'affrontent dans un tournoi toutes rondes simple au stade olympique de Colombes. Les Roumains perdent leurs deux matches contre les Français et les Américains, ce qui fait du dernier match la manche décisive pour l'attribution du titre olympique comme lors des Jeux de 1920. Le match se déroule le 18 mai 1924 devant 20 000 personnes. L'équipe américaine bat l'équipe de France sur le score de 17 à 3. Le public français, coléreux après la rouste infligée par l'équipe américaine, finit par se battre contre celui soutenant l'équipe adverse.

## Historique

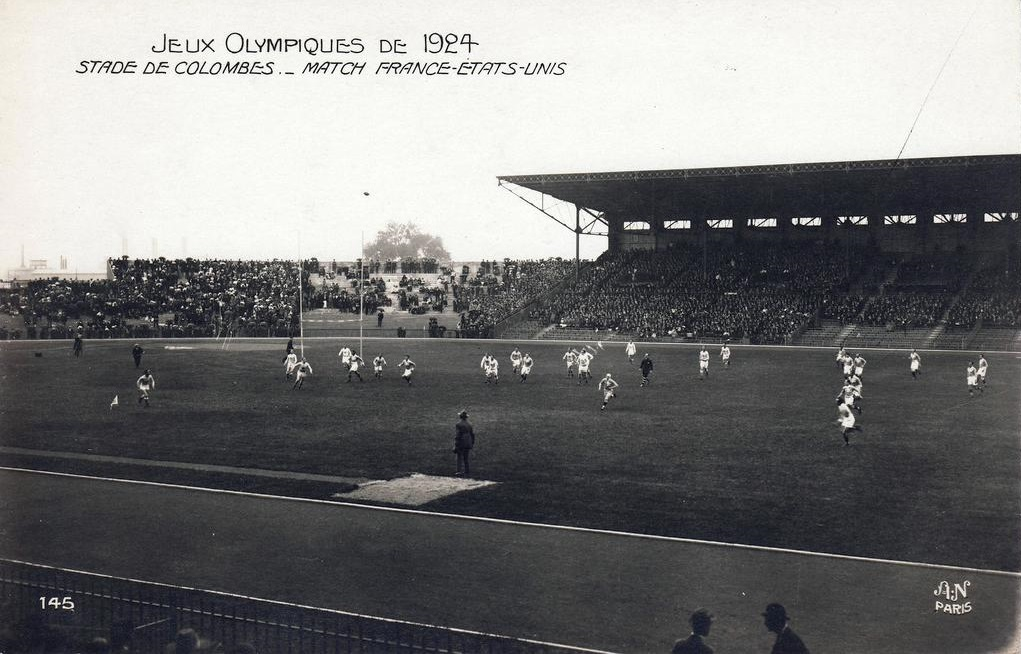
Le match décisif entre la France et les États-Unis au stade olympique de Colombes.

Aux Jeux de Paris en 1924, seulement trois sélections sont présentes pour le tournoi de rugby à XV : États-Unis, France et Roumanie. Comme lors de l'édition précédente en 1920, les organisateurs doivent faire face à de nombreux désistements. Les nations du sud (Australie, Nouvelle-Zélande, Afrique du Sud) invoquent une impossibilité financière pour faire un si long voyage, et les Britanniques boudent toujours la compétition.
La Roumanie ayant perdu ses deux matchs, la dernière confrontation désignera le champion olympique et fait figure de revanche entre la France et les États-Unis déjà finalistes en 1920. Les États-Unis s'imposent largement 17 à 3, au stade de Colombes et devant 22 000 spectateurs, dans un climat délétère. Sur le terrain, tout d'abord, le jeu est marqué par de nombreuses actions violentes dans les deux camps et la France finit la rencontre à treize, Jauréguy et Vaysse étant sortis sur blessure. Dans les tribunes, ensuite, le climat est particulièrement détestable, avec une foule qui siffle la montée du drapeau américain, insulte l'arbitre et hue les joueurs américains. Des bagarres éclatent entre supporteurs français et américains, faisant plusieurs blessés.
À l'issue de cette finale désastreuse, les compétitions de rugby sont exclues des Jeux olympiques,. 

## Résultats
| 4 mai 1924 15 h 30 CET | France | 61 – 3 (19 – 3) | Roumanie              | Stade olympique de Colombes 15 000 spectateurs Arbitre : Jacques Muntz |
| 4 mai 1924 15 h 30 CET | Essai(s) : Béhotéguy 2, Dupouy 2, Etcheberry, Gérintès 2, Got 2, Jauréguy 4 Transformation(s) : Béguet 8 Pénalité(s) : Béguet, Béhotéguy |                 | Pénalité(s) : Florian | Stade olympique de Colombes 15 000 spectateurs Arbitre : Jacques Muntz |
| 4 mai 1924 15 h 30 CET | |                 |                       | Stade olympique de Colombes 15 000 spectateurs Arbitre : Jacques Muntz |

| 11 mai 1924 | Roumanie | 0 – 37                                                                                 | États-Unis | Stade olympique de Colombes Arbitre : Charles Leyshon |
| 11 mai 1924 |          | Essai(s) : Cleaveland, Hyland 4, Patrick 3 Transformation(s) : Doe 5 Pénalité(s) : Doe |            | Stade olympique de Colombes Arbitre : Charles Leyshon |
| 11 mai 1924 |          |                                                                                        |            | Stade olympique de Colombes Arbitre : Charles Leyshon |

| 18 mai 1924 15 h 30 CET | France                 | 3 – 17 (0 – 3) | États-Unis                                                              | Stade olympique de Colombes 20 000 spectateurs Arbitre : Albert Freethy |
| 18 mai 1924 15 h 30 CET | Essai(s) : Henri Galau |                | Essai(s) : Farrish 2, Mannelli, Patrick, Rogers Transformation(s) : Doe | Stade olympique de Colombes 20 000 spectateurs Arbitre : Albert Freethy |
| 18 mai 1924 15 h 30 CET |                        |                |                                                                         | Stade olympique de Colombes 20 000 spectateurs Arbitre : Albert Freethy |

## Liste des médaillés

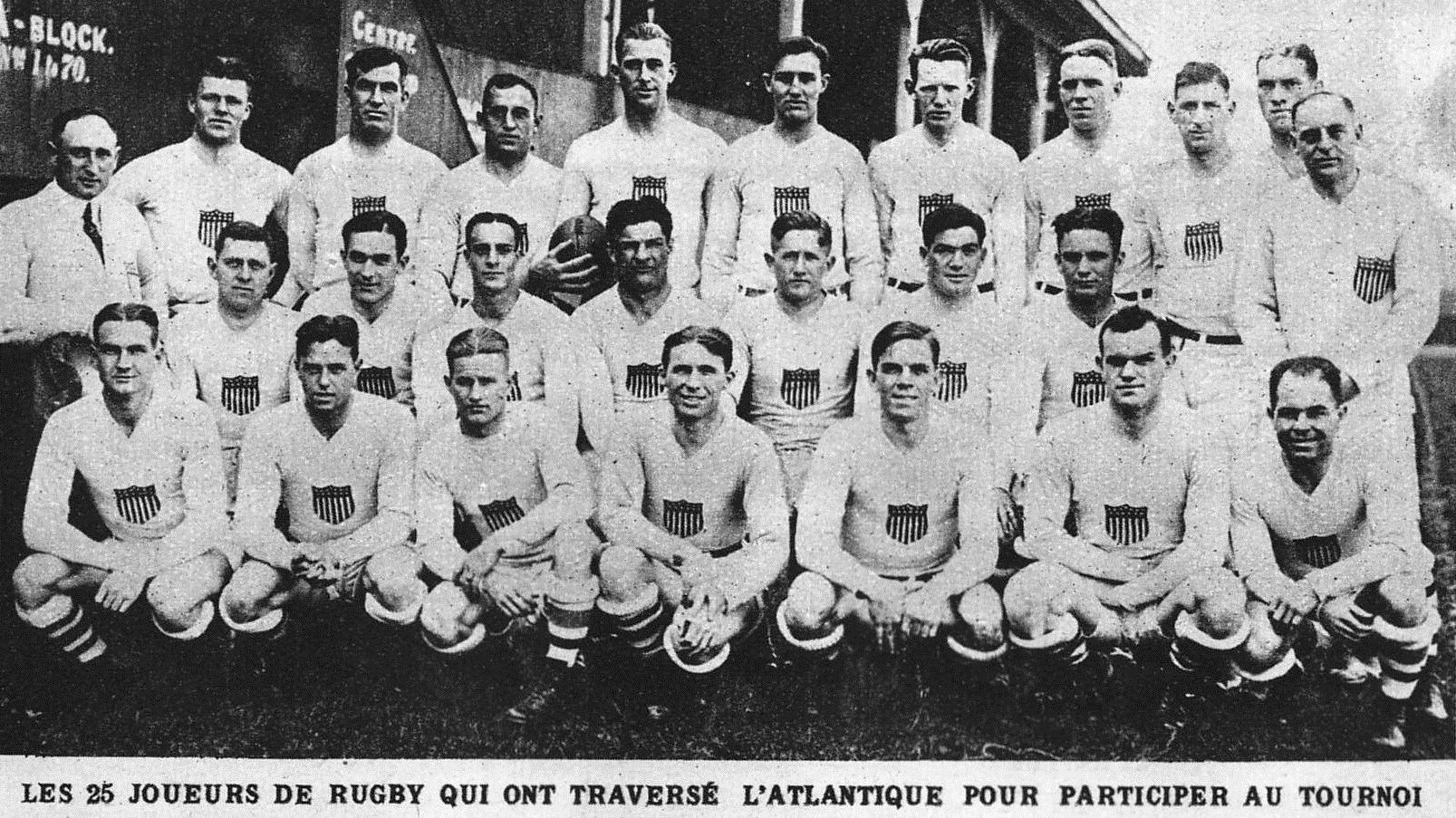
L'équipe des États-Unis, championne olympique de rugby à XV.

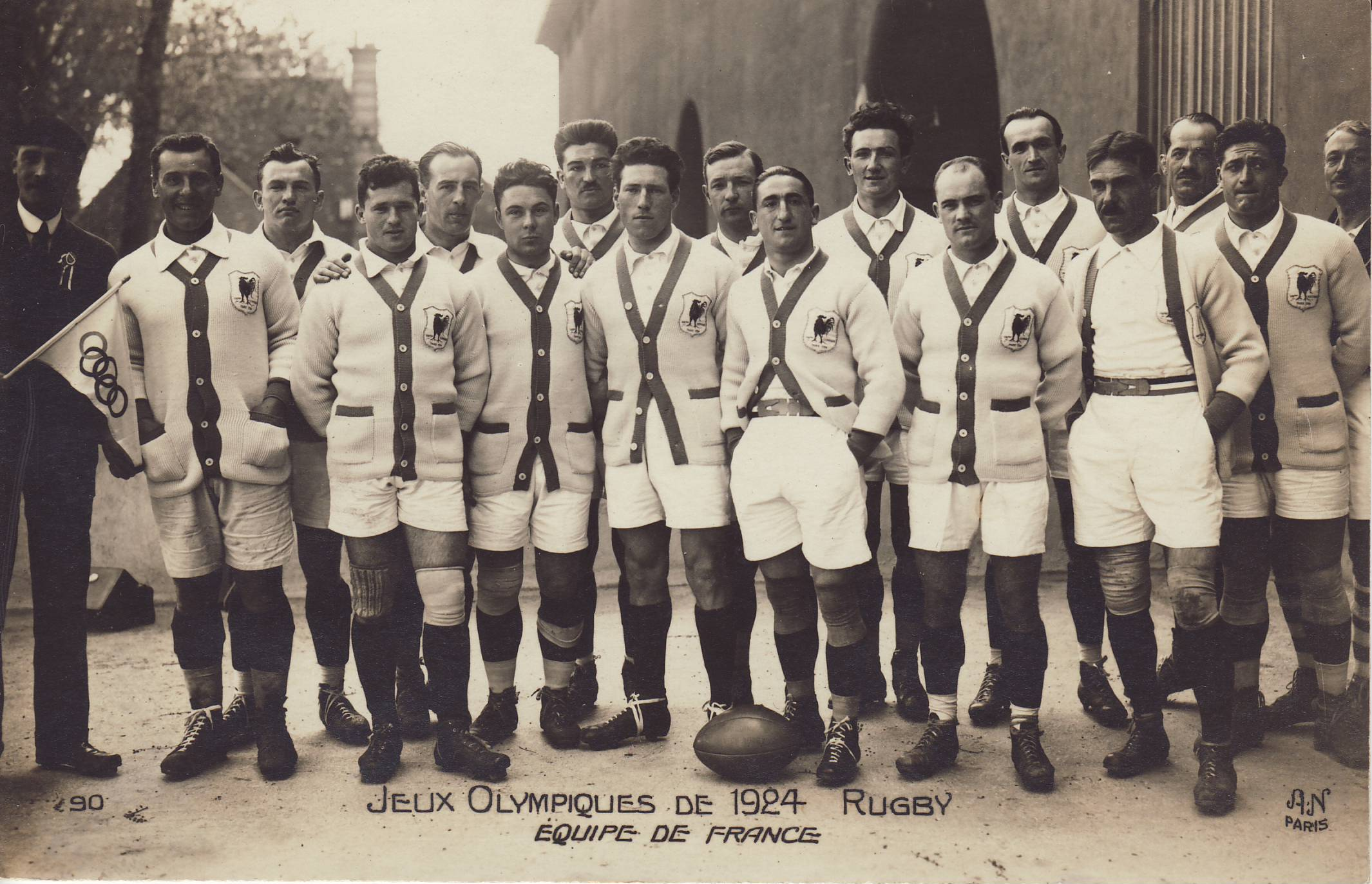
L'équipe de France, vice-championne.

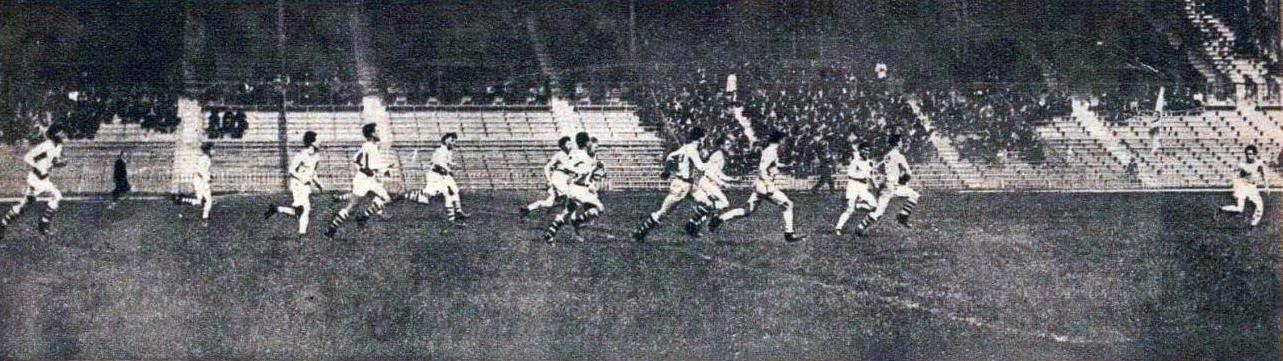
L'équipe américaine face à la Roumanie, le trois quart américain court à l'essai.

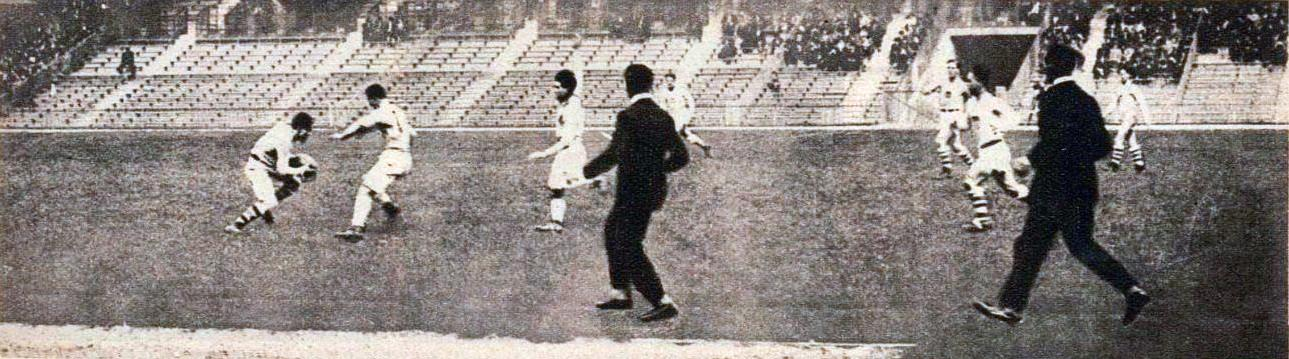
L'arrière américain Doe en possession du ballon, toujours face à la Roumanie.

Le Comité international olympique attribue les médailles à tous les joueurs des équipes médaillées, quel que soit le nombre de matches joués.
| Épreuve          | Or | Argent | Bronze |
| ---------------- | --- | --- | --- |
| Rugby à XV homme | États-Unis - Philip Clark - Norman Cleaveland - Dudley DeGroot - Robert Devereux - George Martin Dixon - Charlie Doe - Linn Farrish - Edward Graff - Richard Hyland - Caesar Mannelli - John O'Neil - Jack Patrick - William Rogers - Rudy Scholz - Colby Slater - Norman Slater - Edward Turkington - Alan Valentine - Alan Williams N'ayant joué aucun match : - Charlie Austin - R. Brown - J. Cashel - Hugh Cunningham - C. Grondona - Lou Hunter - Charles Mehan - John Muldoon - William Muldoon - Charles Tilden | France - René Araou - Jean Bayard - Louis Béguet - André Béhotéguy - Alex Bioussa - Étienne Bonnes - Adolphe Bousquet - Aimé Cassayet - Clément Dupont - Albert Dupouy - Jean Etcheberry - Henri Galau - Gilbert Gérintès - Raoul Got - Adolphe Jauréguy - Félix Lasserre - Marcel-Frédéric Lubin-Lebrère - Étienne Piquiral - Jean Vaysse N'ayant joué aucun match : - F. Abraham - Marcel Besson - François Borde - Étienne Cayrol - François Clauzel - Ernest Frayssinet - Charles-Anthoine Gonnet - Louis Lepatey - Camille Montade - Roger Piteu - Eugène Ribère | Roumanie - Dumitru Armăşel - Gheorghe Benția - Teodor Florian - Ion Gîrleşteanu - Nicolae Mărăscu - Teodor Marian - Sorin Mihăilescu - Paul Nedelcovici - Iosif Nemeş - Eugen Sfetescu - Mircea Sfetescu - Soare Sterian - Atanasie Tănăsescu - Mihai Vardala - Paul Vidraşcu - Dumitru Volvoreanu N'ayant joué aucun match : - Nicolae Anastasiade - J. Cociociaho - Constantin Cratunescu - Petre Ghiţulescu - Octav Luchide - Jean Henry Manu - Mircea Stroescu |

### Archives vidéographiques
- Résumé du match : « Les États-Unis décrochent l'or en rugby olympique - États-Unis contre France », sur www.olympic.org (consulté le 26 avril 2015)